# 指定医
指定医（していい）とは、日本において医療機関の広告に用いてよいと法律で定められている名称の一つである。
「医療法第六十九条第一項第十一号の規定に基づき医業若しくは歯科医業又は病院若しくは診療所に関して広告し得る事項（平成10年8月28日　厚生省告示第224号）」に定められているものは以下の場合である。
- 母体保護法の母体保護法指定医
- 身体障害者福祉法指定医
- 生活保護指定医
- 精神保健福祉法の精神保健指定医